# Chondrodesmus cairoensis
Chondrodesmus cairoensis är en mångfotingart som beskrevs av Loomis 1972. Chondrodesmus cairoensis ingår i släktet Chondrodesmus och familjen Chelodesmidae. Inga underarter finns listade i Catalogue of Life.